# Villa

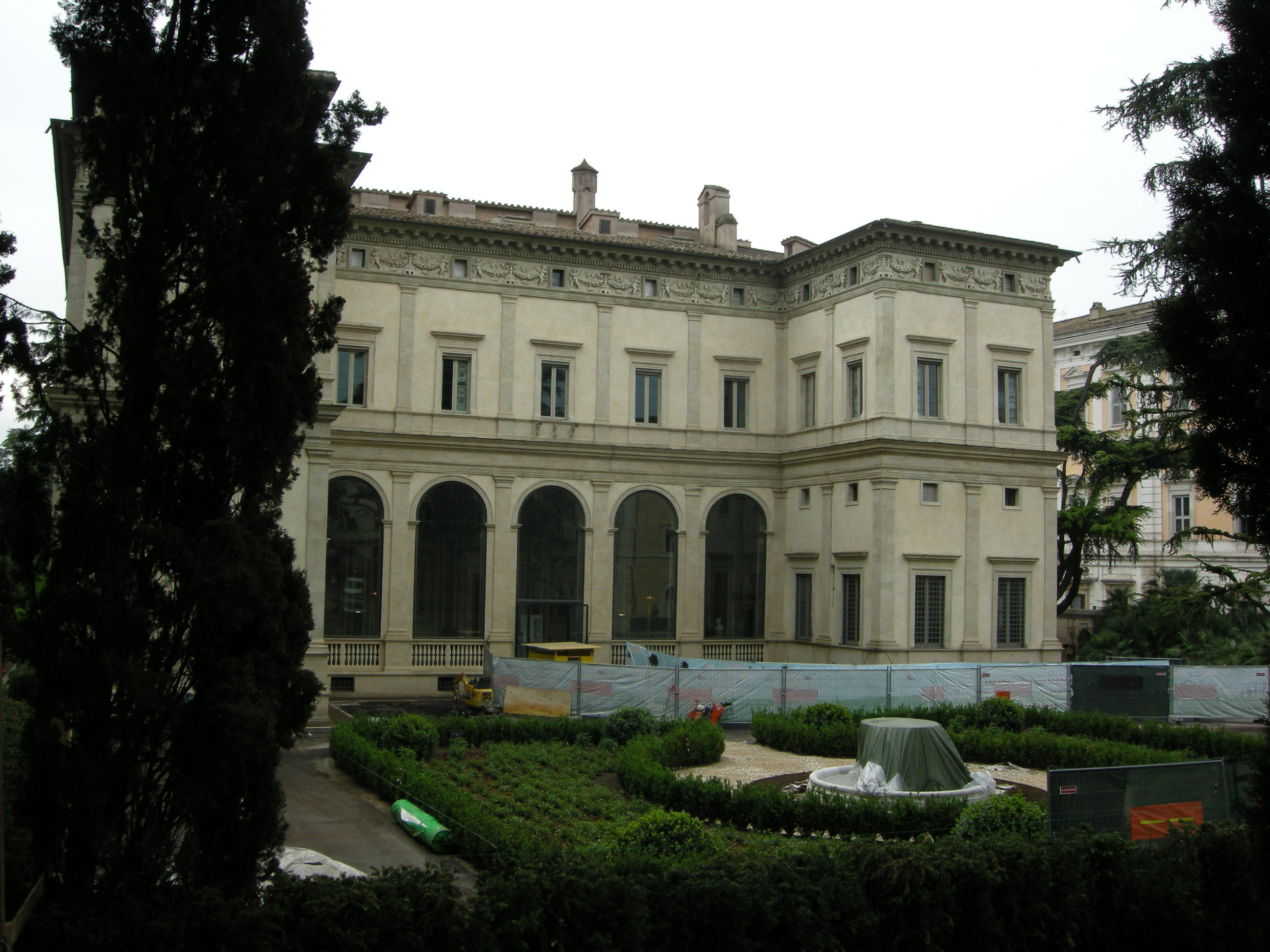
Villa Farnesina a Roma; realizzata nel XVI secolo su progetto di Baldassarre Peruzzi, fu prototipo della villa suburbana romana

La villa è una tipologia architettonica, storicamente un'ampia residenza collegata ad attività agricole. L'idea e la funzione della villa hanno subito una considerevole evoluzione dalla sua invenzione, situabile in epoca romana tardo-repubblicana.

## La villa romana

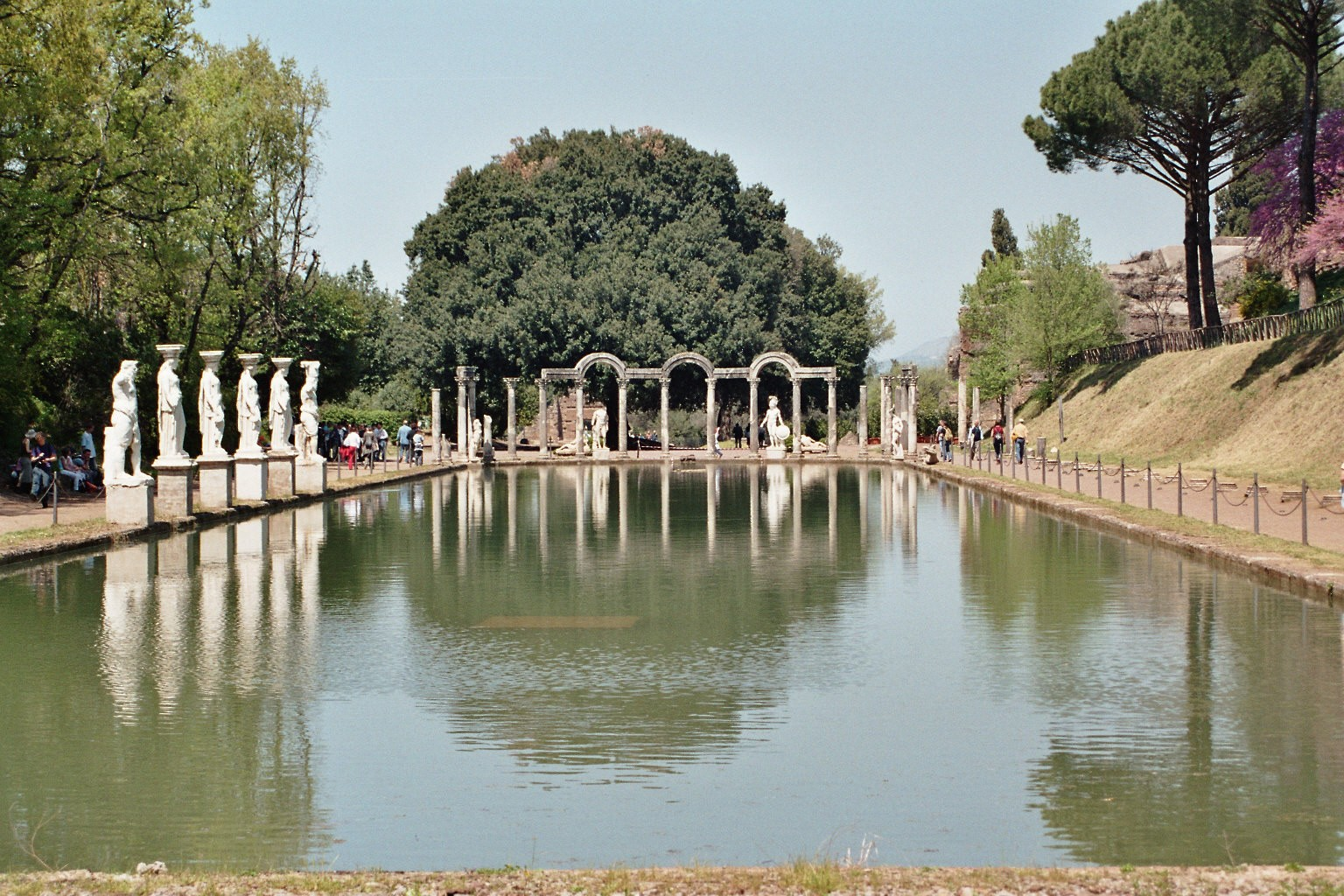
Villa Adriana a Tivoli

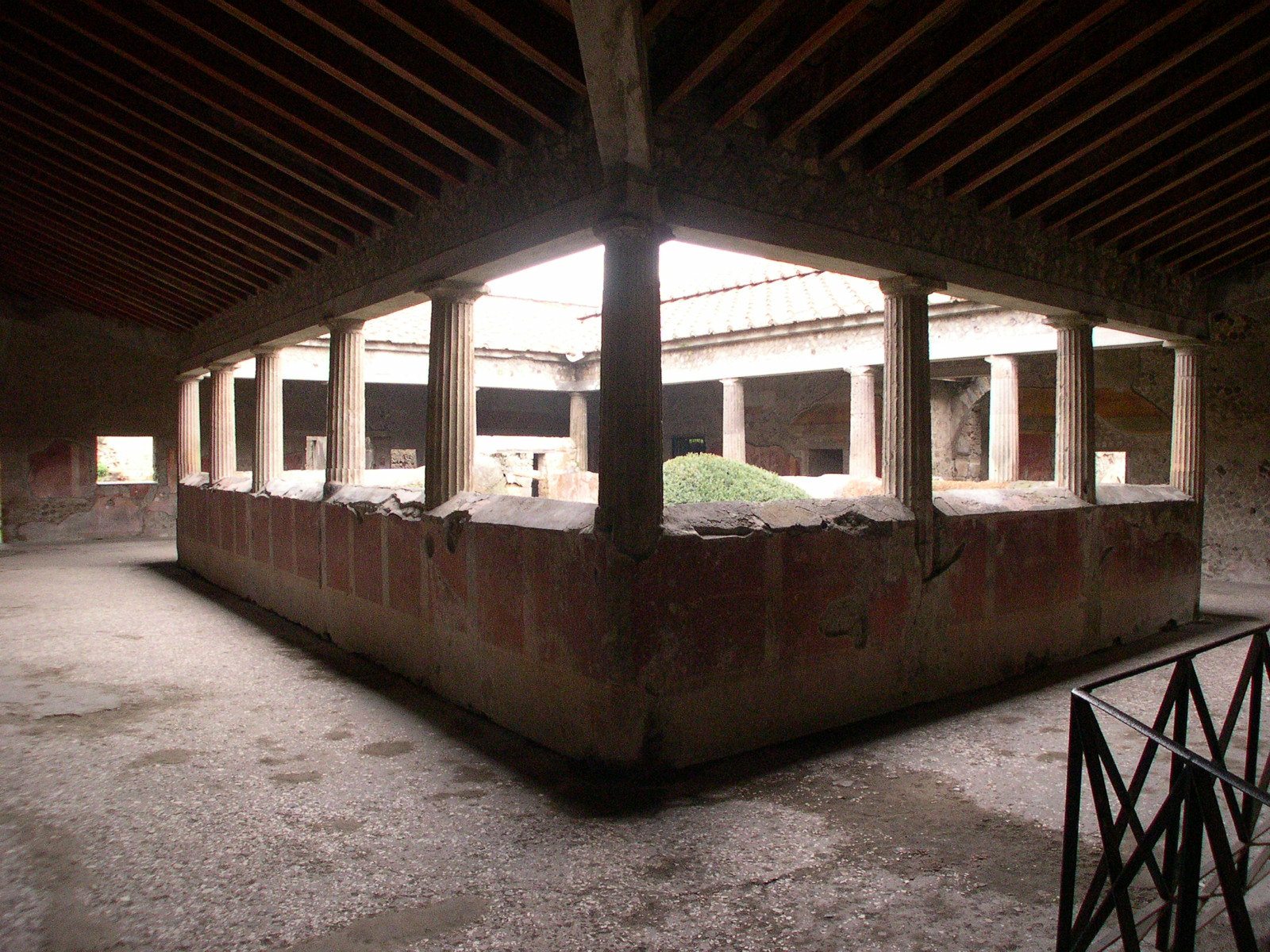
Peristilio della Villa dei Misteri a Pompei

La villa era originariamente una casa di campagna romana costruita per le classi sociali più elevate. Secondo Plinio il Vecchio, vi erano due tipi di villa: la villa urbana, che era una residenza di campagna che poteva essere facilmente raggiunta da Roma (o da un'altra città) per una notte o due, e la villa rustica, la residenza con funzioni di fattoria, occupata in modo permanente dai servi, i quali generalmente si occupavano della proprietà, che ruotava attorno alla villa, che poteva essere abitata stagionalmente.
C'era una certa concentrazione di ville imperiali nei pressi della baia di Napoli, in particolar modo sull'isola di Capri; ma non mancavano sul Monte Circeo e sulla costa anziate. I ricchi romani fuggivano dalle calure estive nei colli vicino a Roma, specie a Tivoli (vedi Villa Adriana). Cicerone si dice possedesse non meno di sette ville, la più antica delle quali era presso Arpinum, che aveva ereditato. Plinio il Giovane ne possedeva tre o quattro, delle quali la più conosciuta in base alle sue descrizioni era presso Laurentum.
Gli scrittori romani riferiscono con soddisfazione dell'autonomia delle loro ville, dove bevevano il loro vino e spremevano il loro olio, un sintomo della crescente frammentazione dell'Impero Romano. Quando ville complete e funzionanti venivano donate alla Chiesa cristiana, servirono come base per monasteri che sopravvissero alle invasioni dei Goti e dei Longobardi. Un notevole esempio di tali ville convertite in monasteri è costituito da Montecassino.
Resti di ville romane sono stati accuratamente indagati anche in Inghilterra. Come le loro controparti italiane, erano società agrarie completamente funzionanti grazie a campi e vigneti, forse persino a fabbriche di mattoni o cave, e ruotavano attorno a un centro di comando di alto livello dotato di propri bagni e giardini. La grande villa di Woodchester conservava i suoi pavimenti in mosaico quando la chiesa parrocchiale anglo-sassone fu costruita (non per caso) sullo stesso luogo. Le sepolture nel cortile della chiesa fino al XVIII secolo dovettero essere scavate attraverso i pavimenti intatti in mosaico. Il Palazzo romano di Fishbourne, villa rustica nei pressi di Chichester, è stato costruito, in modo poco convenzionale, come un grande rettangolo aperto con giardini circondati da portici e a cui si accedeva attraverso un portico. Verso la conclusione del III secolo le città romane in Gran Bretagna cessarono di espandersi: come i patrizi vicini al centro dell'impero, i Britanni romani si ritiravano dalle città dentro le loro ville, che entrarono in una fase di palazzo, un'"età d'oro" della vita della villa.
Due tipi di piano di villa nella Britannia romana possono essere caratteristici delle ville romane in genere. Quello più usuale possiede estese ali di stanze tutte aperte su un portico di collegamento, che può essere esteso ad angoli retti, anche per racchiudere un cortile. L'altro tipo ha una stanza centrale a navate come una basilica, indizio del ruolo di magistrato del proprietario. Le costruzioni della villa erano spesso strutture indipendenti collegate attraverso i loro cortili comuni. Per le parti meno prestigiose la villa era fatta di costruzioni di legno, attentamente regolate a tenone e mortasa e tenute insieme, su una base di pietra; per le parti cerimoniali al legno si sostituiva completamente la pietra. Sono state inoltre ritrovate tracce di vetri e telai in ferro per finestre.

## La villa post romana
Dopo l'epoca romana il termine fu riferito a una fattoria autosufficiente, solitamente fortificata, in Italia o nei territori gallo-romani. Era autosufficiente come un villaggio e i suoi abitanti, che potevano esservi legalmente vincolati in qualità di servi della gleba, erano chiamati "villani" o "villici". I Franchi Merovingi adottarono il concetto (ma il termine francese, posteriore, fu basti or bastide).
In Spagna, una villa è una città con uno statuto (fuero) di minore importanza rispetto alla città (ciudad).
Una successiva evoluzione portò ad essere la distinzione tra villas e ciudades puramente onorifica.
Madrid è una Villa y Corte, ma l'assai più piccola Ciudad Real fu dichiarata ciudad dalla corona spagnola.
Villa (o i suoi derivati) è parte di molti toponimi spagnoli, come Vila Real e Villadiego.
Quando è associata a un nome di persona spagnolo, è probabilmente derivata dal senso originale di proprietà di campagna piuttosto che di città.

## La villa nel Rinascimento

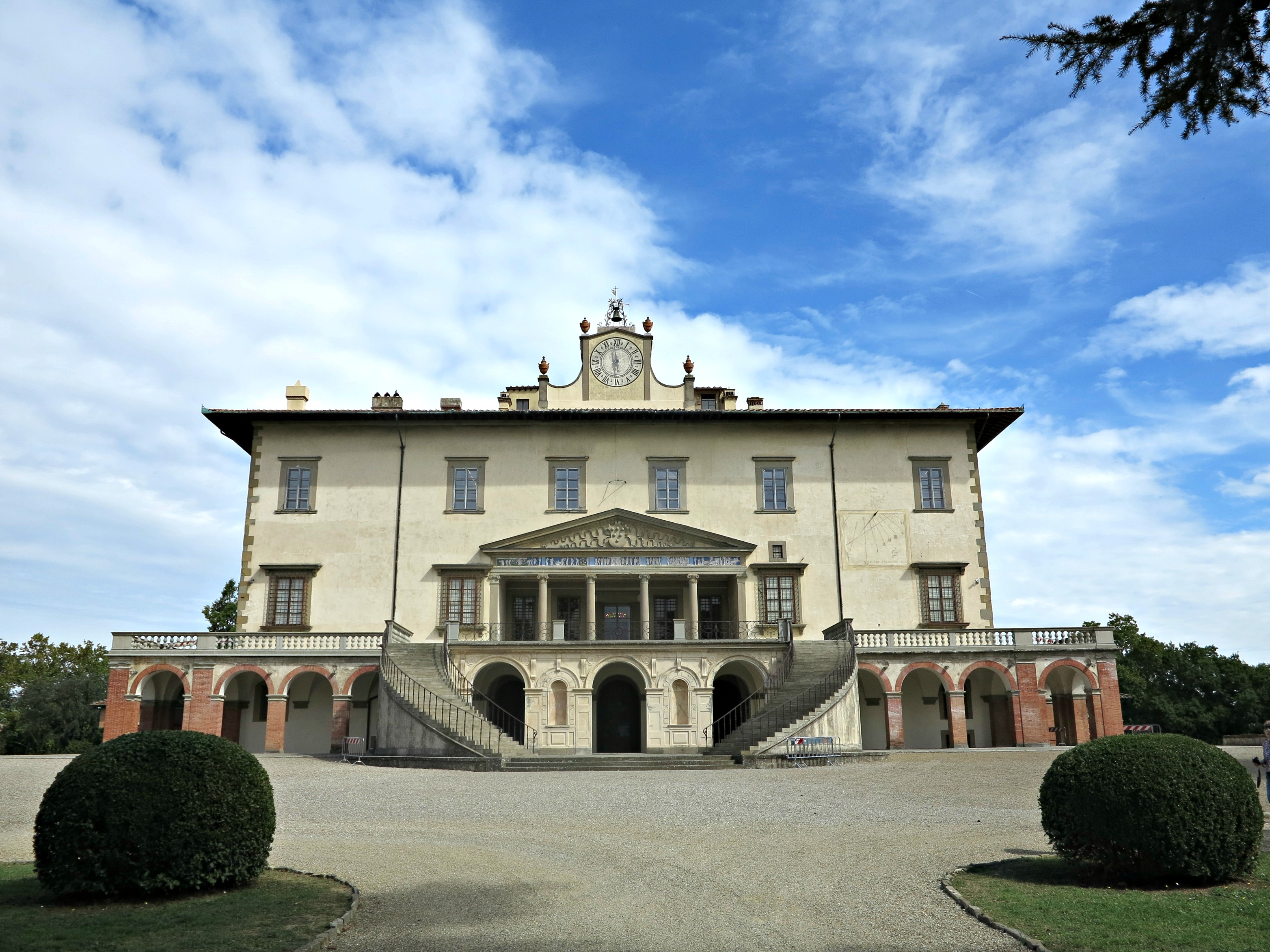
Villa medicea di Poggio a Caiano

Con Leon Battista Alberti e i suoi trattati (De re aedificatoria e poi Villa) venne riscoperto il gusto della villa suburbana come luogo di piacere e di ozio rispetto alle residenze urbane e vennero ripresi tutta una serie di consigli edificativi da Vitruvio e altri autori, con qualche aggiunta e nuova chiarificazione. La prima villa costruita in pieno stile rinascimentale viene considerata Villa Medici a Fiesole, dove per la prima volta sono assenti i caratteri militari e difensivi tipici dei castelli e caseggiati rustici medievali. Qualche decennio dopo Lorenzo il Magnifico faceva costruire a Giuliano da Sangallo la villa medicea di Poggio a Caiano, utilizzata come modello per i successivi sviluppi architettonici. Fondamentale è la nuova concezione di apertura verso l'esterno (rispetto alla chiusura difensiva medievale), con i giardini che diventano un tramite insostituibile tra l'abitazione e la natura stessa.
Dalla Toscana il concetto di villa si diffuse nelle altre corti italiane: a Roma, Ferrara, Mantova, Milano e altrove.
Nel XIV e XV secolo in Italia, la "villa" connotava una volta ancora una casa di campagna, talvolta la sede del potere della famiglia come nel caso di Villa Caprarola, più spesso progettata per i piaceri stagionali, generalmente collocata in modo da essere facilmente raggiungibile dalla città.
Non distante da Roma nel XVI secolo furono costruite numerose ville: Villa Madama - il progetto della quale è attribuito a Raffaello e che fu completata da Giulio Romano nel 1524-1525 dopo la morte di Raffaello - fu una delle residenze private mai costruite che hanno avuto più influenza; elementi derivati da Villa Madama apparvero nelle ville fino al XIX secolo. Villa Albani fu costruita vicino alla Porta Salaria. Altre sono Villa Borghese con i suoi famosi giardini; Villa Doria Pamphilj (1650); Villa Giulia di Papa Giulio III (1550), progettata dal Vignola. 

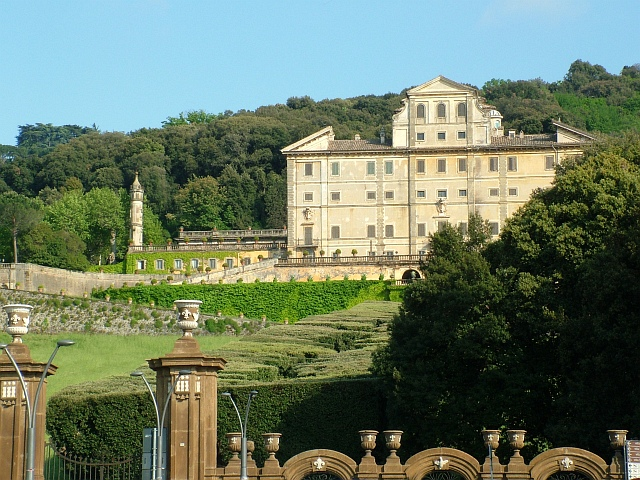
Villa Aldobrandini (1592)

Le colline di Frascati videro la costruzione della Villa Aldobrandini (1592), Villa Falconieri e Villa Mondragone.
Villa d'Este presso Tivoli è famosa per i suoi giochi d'acqua nei suoi giardini terrazzati, e altrettanto nota è Villa Medici a Roma, sulla collina del Pincio, costruita nel 1540.
In Toscana alla fine del Cinquecento Ferdinando I de' Medici faceva completare a Bernardo Buontalenti il sistema della ville medicee, dei veri e propri centri di controllo sul territorio, usate dai granduchi durante i loro spostamenti, nonché centri della florida industria agricola locale.

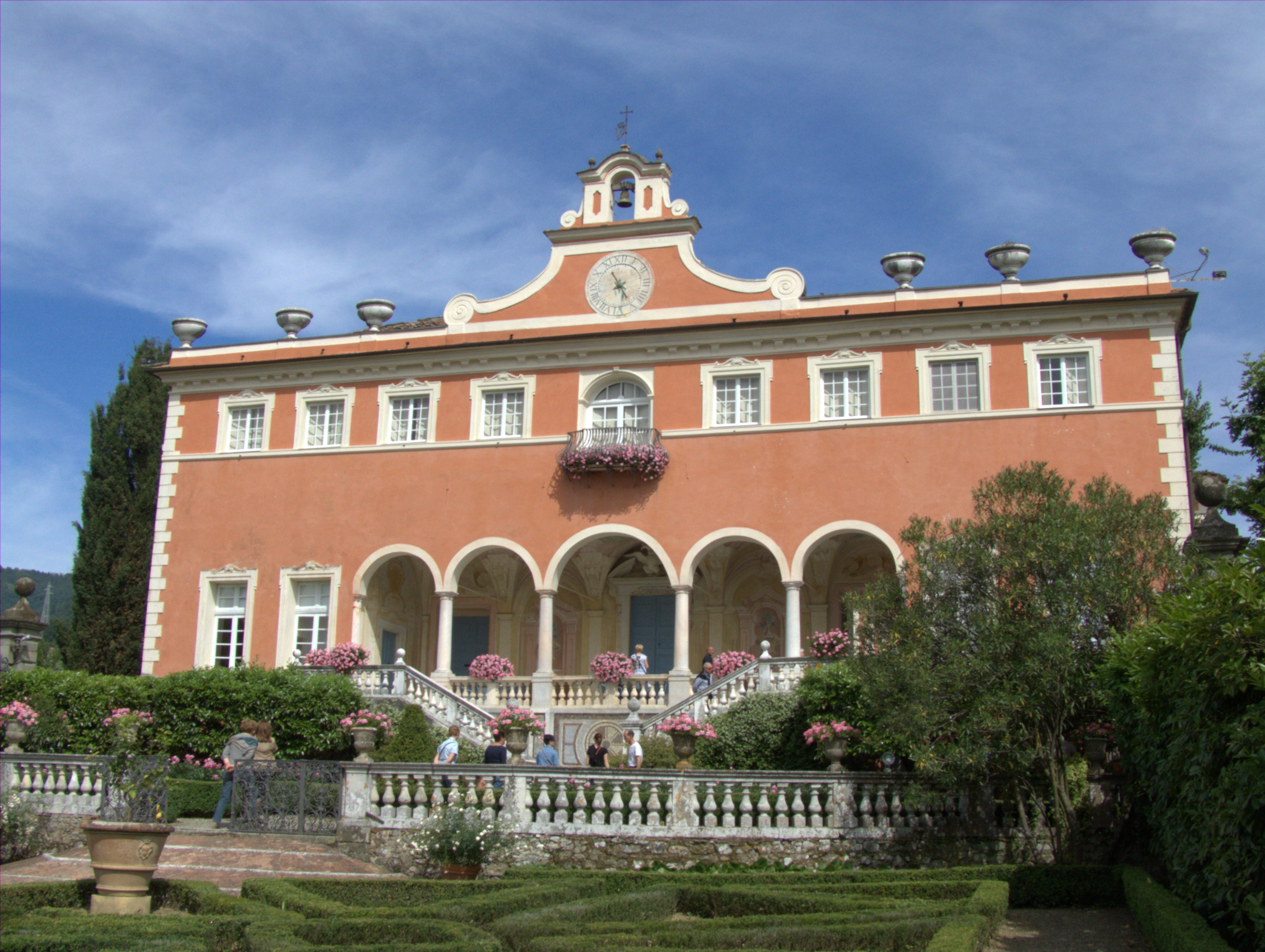
Villa Malaspina di Caniparola (Fosdinovo), la più bella della Lunigiana

In Liguria l'opera di Galeazzo Alessi si distingue per l'eccezionale adeguamento architettonico al territorio: l'apertura visiva della villa al paesaggio, come suo completamento, si risolve in un doppio loggiato, al piano terreno verso il mare e al piano superiore verso le montagne, esaltando le caratteristiche stesse del paesaggio ligure.

## Le ville di Palladio

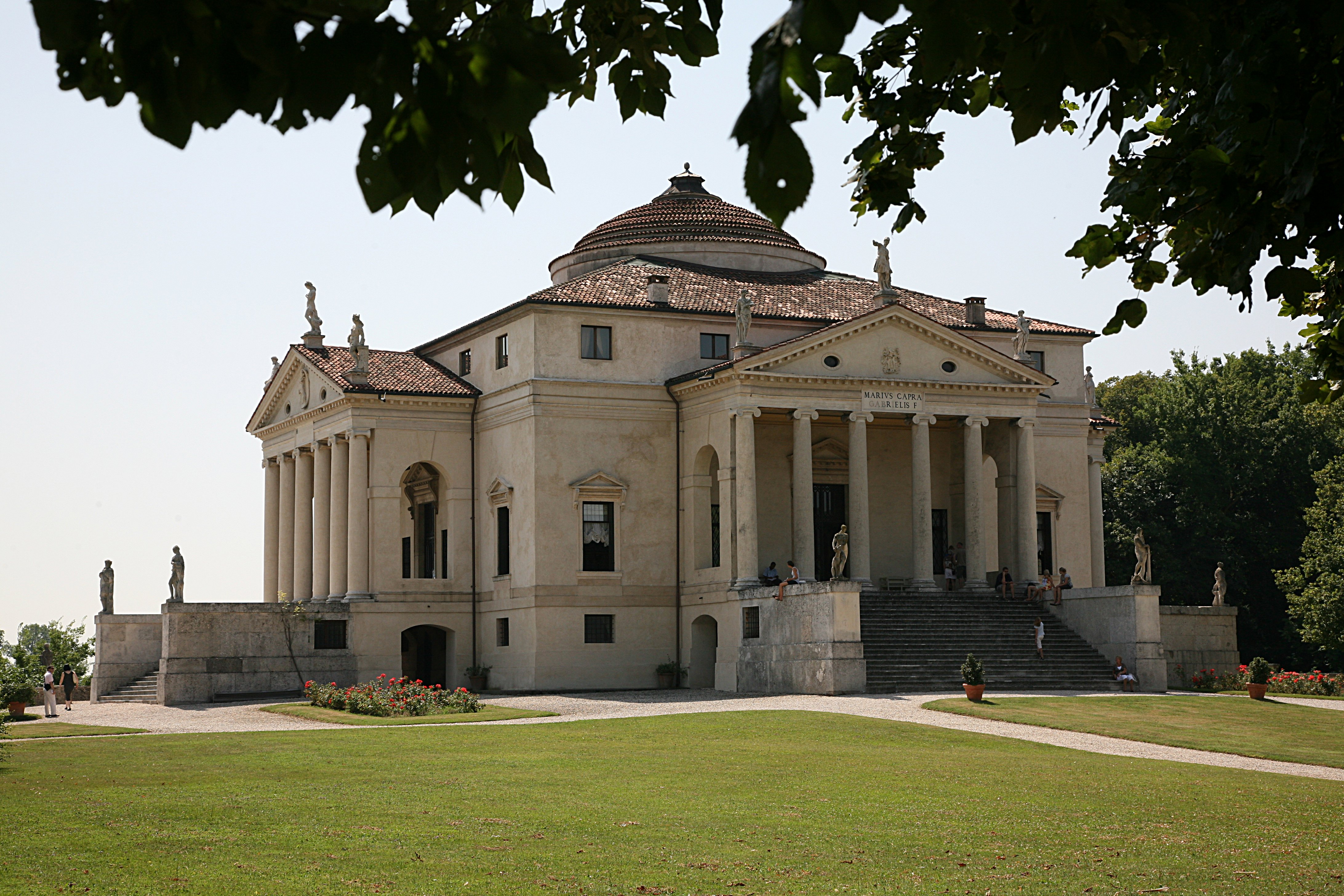
Villa Almerico Capra detta "La Rotonda" di Andrea Palladio a Vicenza

Alla fine del XVI secolo le ville progettate da Andrea Palladio (1508-1580) nel territorio di Vicenza e lungo la riviera del Brenta nei territori della Repubblica di Venezia rimasero esempi influenti per oltre quattro secoli. Palladio spesso accorpava gli annessi rustici (detti barchesse) in un'unica architettura nelle sue ville estese, come nel caso di Villa Emo a Fanzolo di Vedelago, creando un ampio fronte di elevato effetto scenografico. Il corpo centrale della villa era a sua volta diviso verticalmente, in senso funzionale, con i servizi a occupare tutto il piano inferiore. Al piano nobile si accedeva attraverso una grandiosa scalinata, che conduceva a una loggia che faceva parte di un pronao, dotato di timpano, ripreso direttamente dai templi romani.

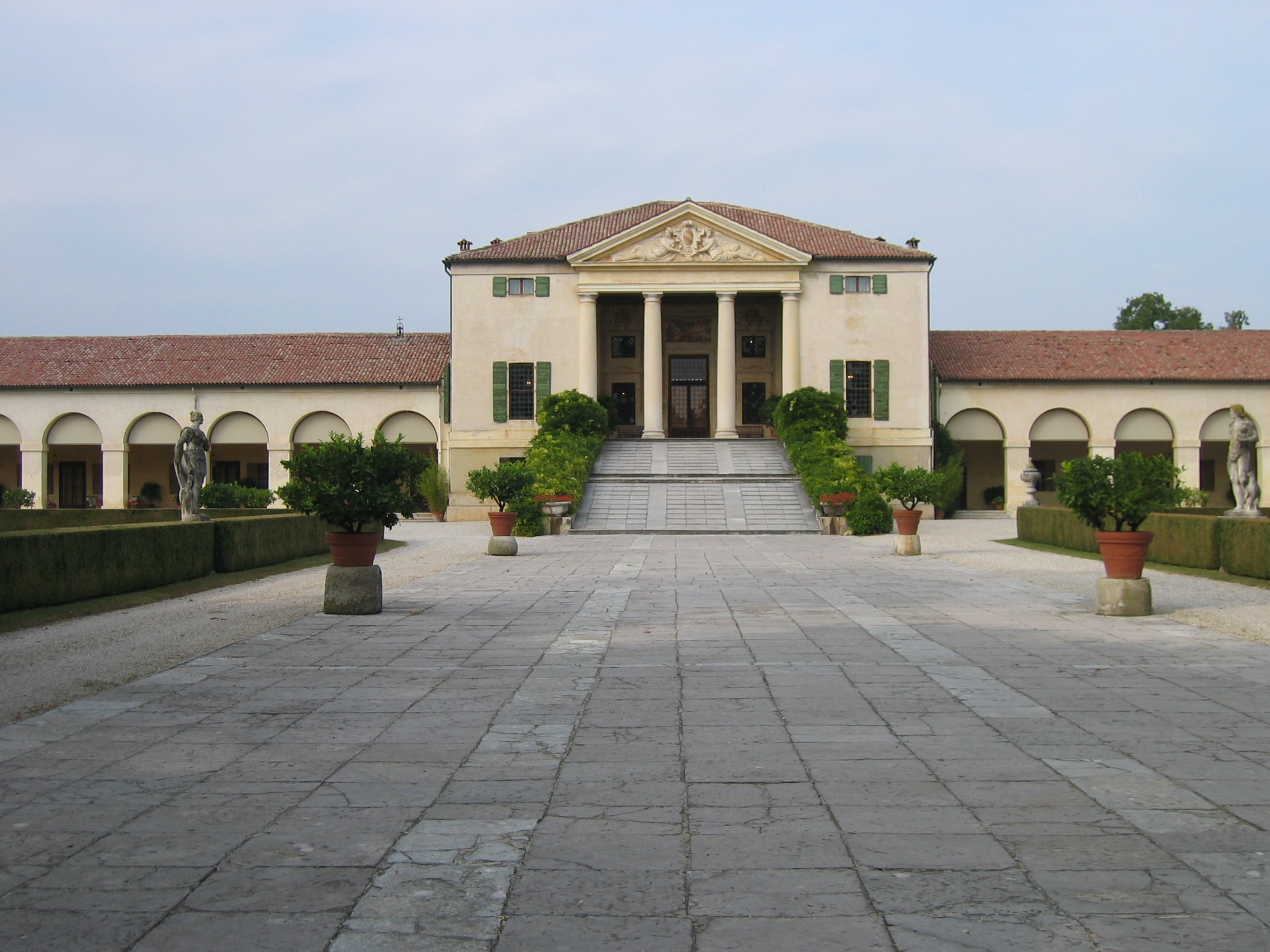
Villa Emo a Fanzolo di Vedelago (provincia di Treviso)
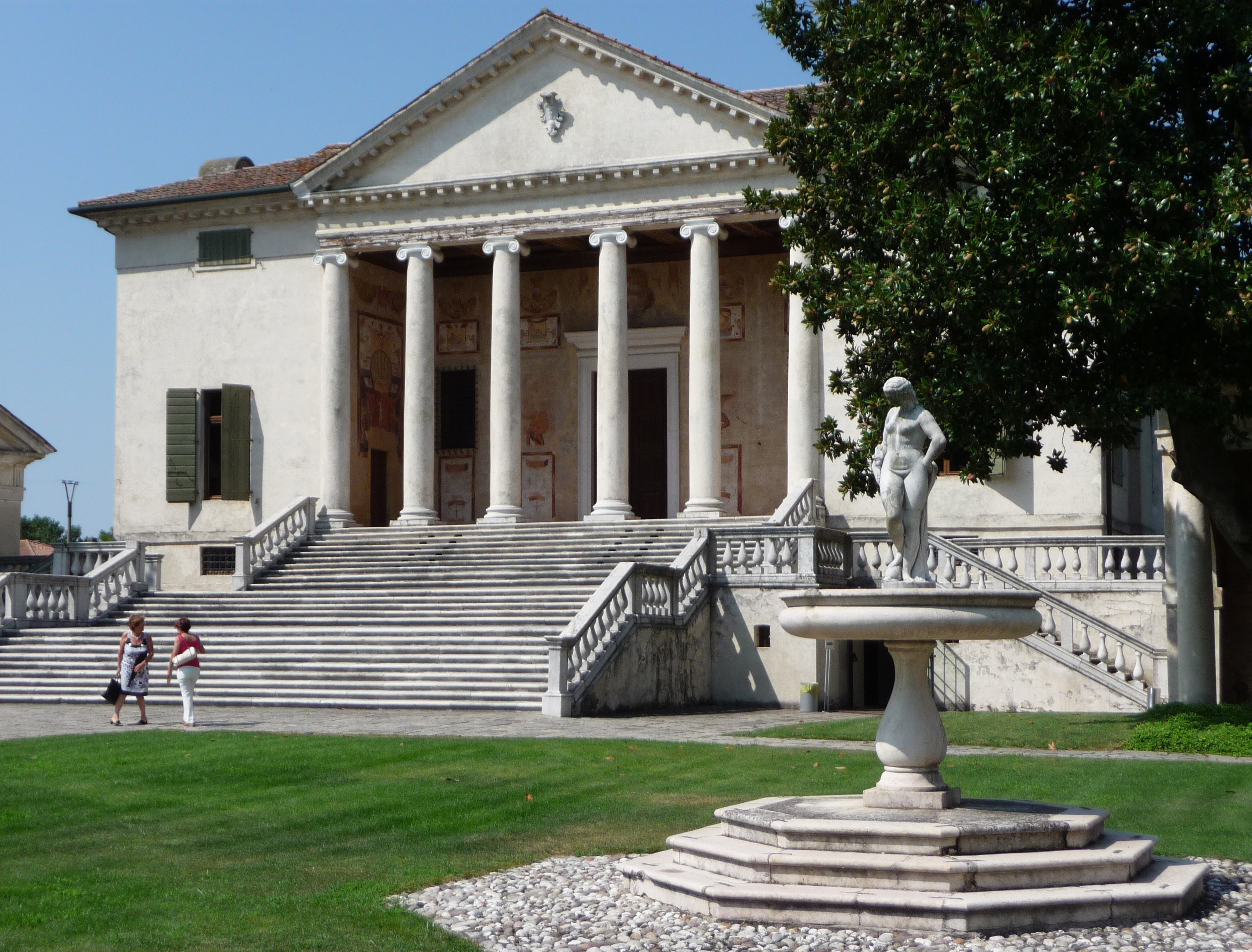
Villa Badoer a Fratta Polesine (provincia di Rovigo)
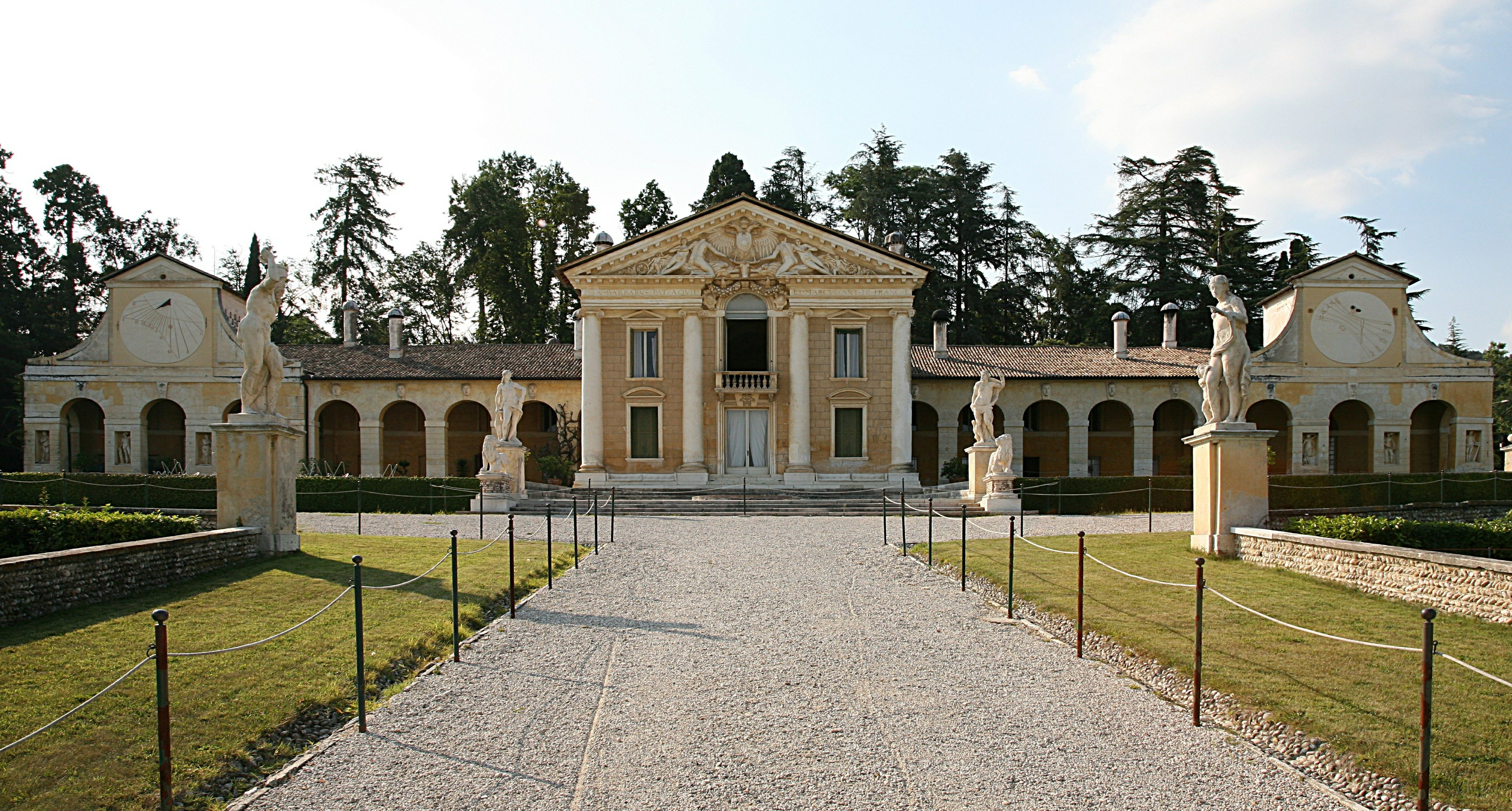
Villa Barbaro a Maser (provincia di Treviso)

## La "villa" inglese

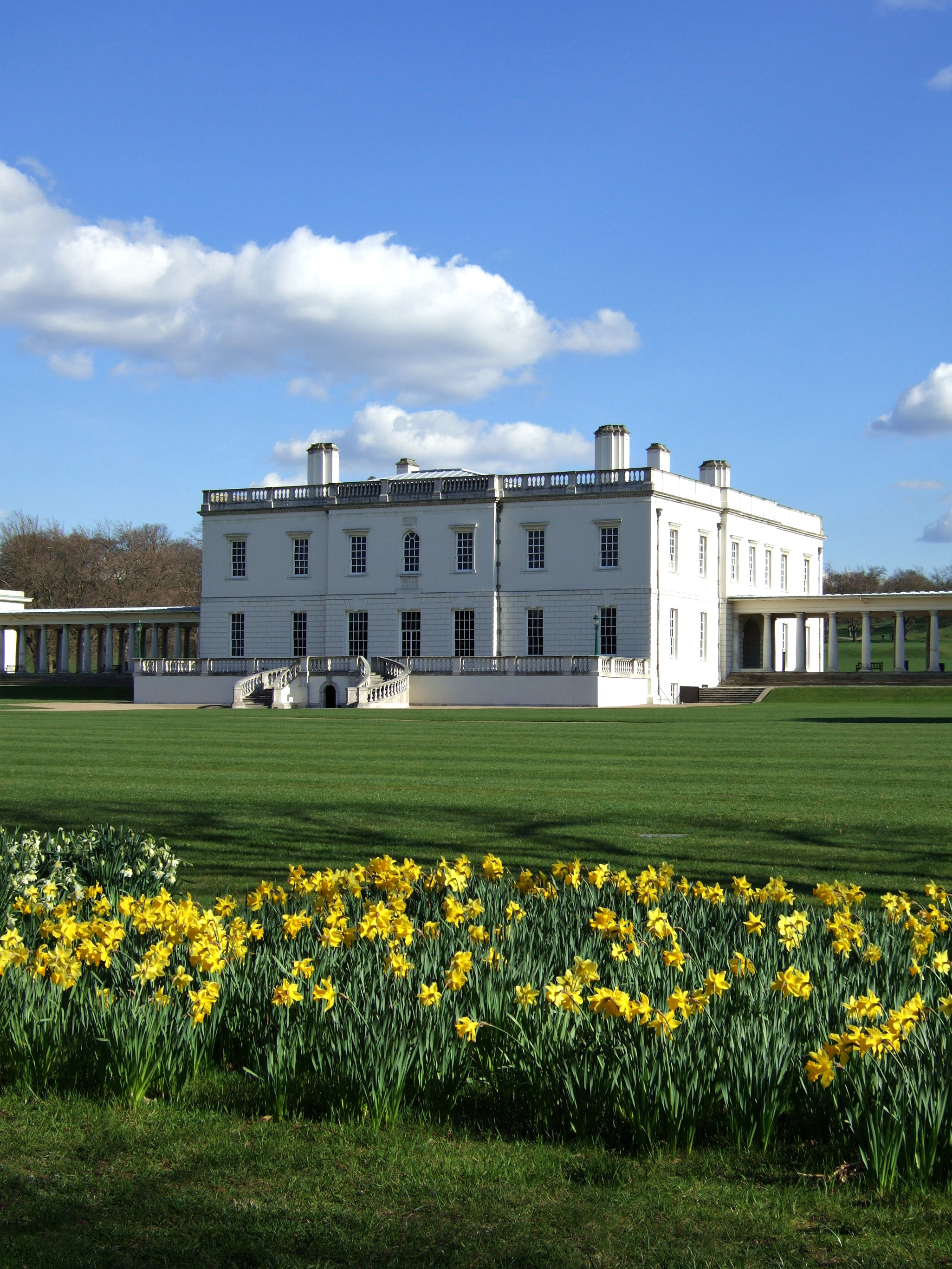
La Queen's House, a Greenwich, è la prima villa neopalladiana in Inghilterra. Fu edificata a partire dal 1616 su progetto di Inigo Jones

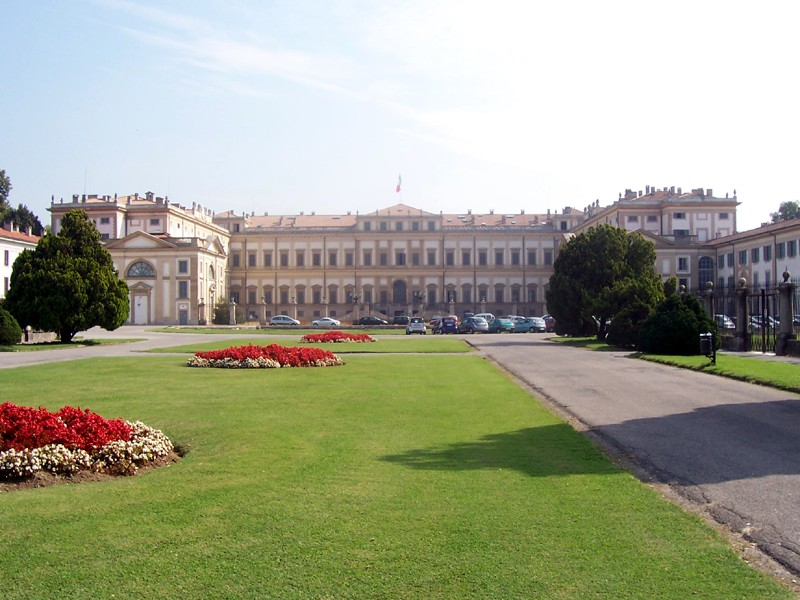
Villa Reale di Monza, nobile villa di delizia neoclassica di Giuseppe Piermarini.

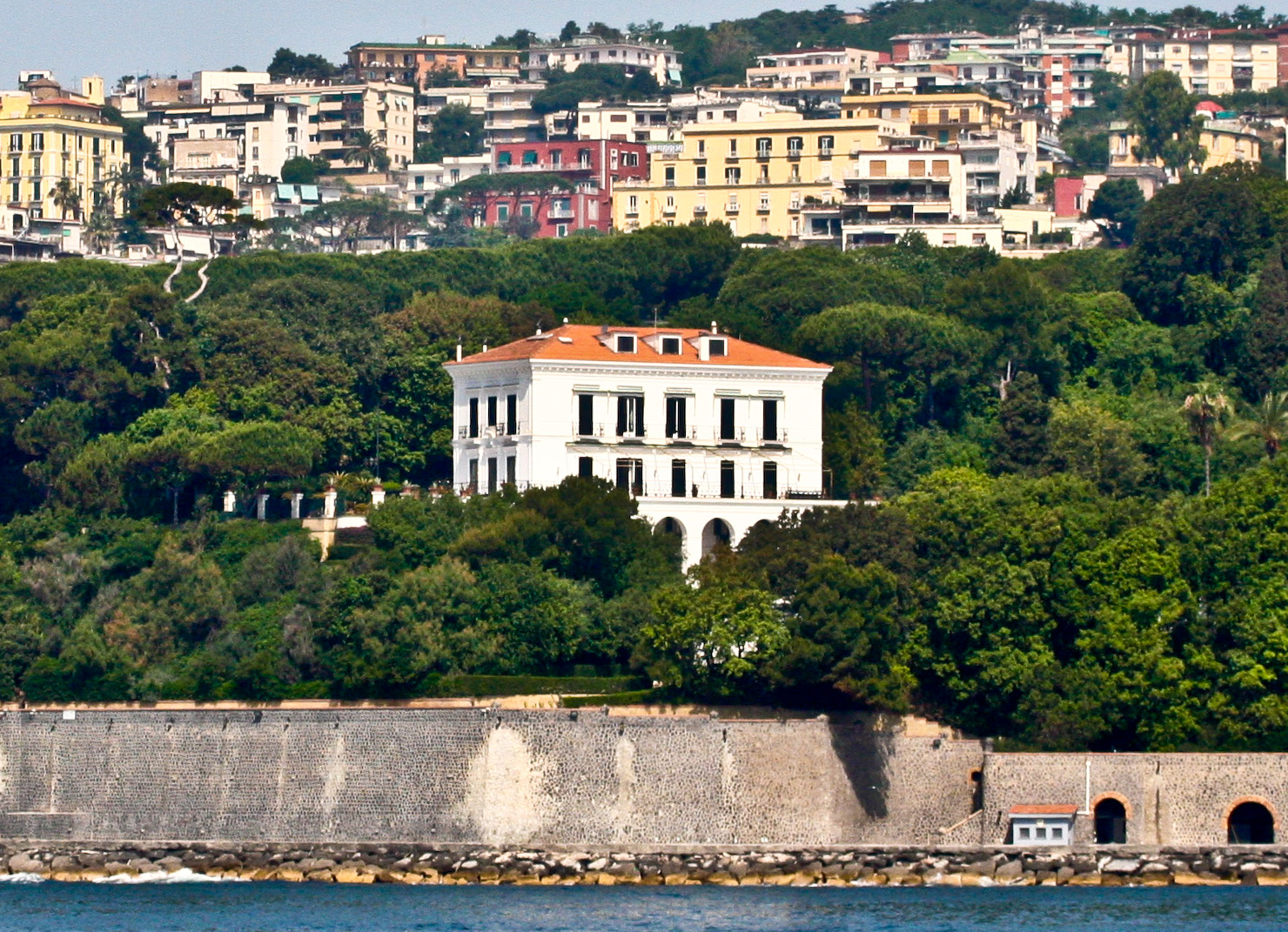
Villa Rosebery a Posillipo (Napoli)

All'inizio del XVIII secolo anche in Inghilterra crebbe lo spazio di questo tipo di architettura e il termine venne adottato dalla lingua inglese. Grazie all'opera di estimatori ed emuli di Palladio, come Inigo Jones, nella valle del Tamigi presto nacquero molte ville neopalladiane, tra le quali la Marble Hill House.
Negli Stati Uniti la villa di Monticello di Thomas Jefferson, a Charlottesville in Virginia, può essere considerato il primo esempio di questa tipologia oltreoceano. Mentre la Casa Bianca è una copia delle ville palladiane italiane.

## La villa di delizia, ottocentesca e moderna
Nel XIX secolo il termine "villa" fu esteso a descrivere qualsiasi casa suburbana che fosse isolata in aperta campagna, in contrapposizione alla 'schiera' di case unite.
Al momento in cui si costruirono ville semi-isolate nel XX secolo, il termine perse il suo originario significato e si inflazionò. La 'villa' suburbana divenne bungalow dopo la prima guerra mondiale.
Restano comunque legate all'architettura moderna importanti opere classificabili in tale tipologia, progettate e costruite da architetti come Frank Lloyd Wright, Richard Neutra, Le Corbusier.

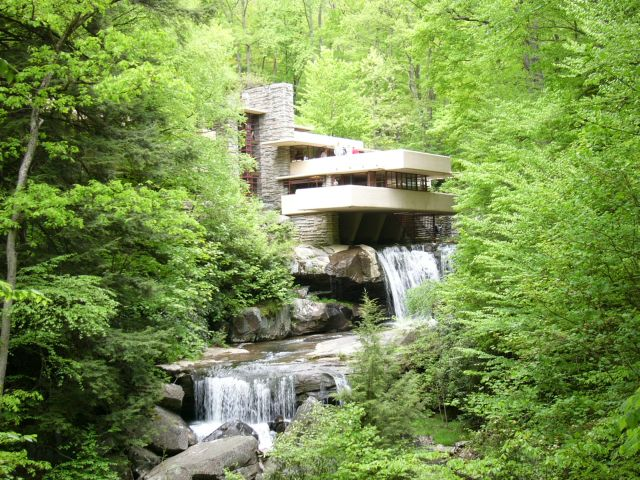
La casa sulla cascata (Fallingwater, 1936) di Frank Lloyd Wright

Esempi rappresentativi di villa nell'architettura contemporanea:
- La casa sulla cascata (Fallingwater) (Pennsylvania, Stati Uniti d'America) di Frank Lloyd Wright
- Villa Savoye a Poissy (Francia), di Le Corbusier
- Villa Tugendhat a Brno (Repubblica Ceca), di Ludwig Mies van der Rohe